# Попов Дмитро Петрович
Дмитро Петрович Попов (20 серпня 1911, місто Воронеж, тепер Російська Федерація — 19 жовтня 1975, місто Ставрополь, тепер Російська Федерація) — радянський державний діяч, голова Ставропольського крайвиконкому. Депутат Верховної ради РРФСР 5—7-го скликань.

## Біографія
З листопада 1937 року служив у 8-му танковому полку 4-ї танкової дивізії Червоної армії.
Член ВКП(б) з грудня 1939 року.
З листопада 1941 по 1946 рік — у Червоній армії, учасник німецько-радянської війни з квітня 1942 року. Служив заступником командира із політичної частини 2-го стрілецького батальйону 470-го стрілецького полку 194-ї стрілецької дивізії 2-ї танкової армії, З 1943 року — партійний організатор 470-го стрілецького полку 194-ї стрілецької дивізії. З 1944 року — заступник командира із політичної частини 470-го стрілецького полку 194-ї стрілецької дивізії.
Після демобілізації перебував на відповідальній партійній роботі.
У 1953—1957 роках — 1-й секретар Георгіївського районного комітету КПРС Ставропольського краю.
У січні 1957 — 1961 року — 2-й секретар Ставропольського крайового комітету КПРС.
У 1961 — грудні 1962 року — голова виконавчого комітету Ставропольської крайової ради депутатів трудящих.
У грудні 1962 — грудні 1964 року — голова виконавчого комітету Ставропольської сільської крайової ради депутатів трудящих.
У грудні 1964 — липні 1968 року — голова виконавчого комітету Ставропольської крайової ради депутатів трудящих.
Помер 19 жовтня 1975 року в Ставрополі.

## Звання
- капітан
- майор
- підполковник

## Нагороди
- два ордени Леніна (24.03.1945,)
- два ордени Червоного Прапора (22.09.1943, 28.02.1945)
- орден Вітчизняної війни І ст. (22.10.1944)
- орден Червоної Зірки (1.03.1943)
- орден «Знак Пошани»
- медаль «За трудову доблесть»
- медаль «За перемогу над Німеччиною у Великій Вітчизняній війні 1941—1945 рр.»
- медалі